# Don Quijote (balet)
Don Quijote je balet v původní moskevské verzi o čtyřech dějstvích a osmi obrazech založený na příbězích románu Důmyslný rytíř Don Quijote de la Mancha od španělského spisovatele Miguela de Cervantese. Původní choreografii vytvořil Marius Petipa na hudbu Ludwiga Minkuse. Premiéra proběhla 26. prosince 1869 v moskevském Carském velkém divadle. Petipa s Minkusem poté upravili balet do delšího celku s propracovanějším dějem o pěti dějstvích a jedenácti obrazech pro Carský balet, jenž byl nejdříve uveden 21. listopadu 1871 v petrohradském Velkém kamenném divadle.
Všechny moderní produkce baletu Petipy a Minkuse jsou odvozeny z upravené jevištní verze choreografa Alexandra Alexejeviče Gorského pro moskevské Velké divadlo z prosince 1900 o čtyřech dějstvích, která byla poté 2. února 1902 uvedena na petrohradské scéně Velkého kamenného divadla, kam Gorského pozval ředitel divadla Teljakovskij. V průběhu moskevských a petrohradských repríz docházelo k modifikaci představení, až skončilo na třech dějstvích s prologem a šesti obrazech.
Původní ruskou verzi Dona Quijota v zahraničí poprvé zinscenovala tanečnice Anna Pavlovová se svou společností v Anglii roku 1924, a to jako dvouaktový příběh. Úplný děj pak představila roku 1964 Western company v provedení Taneční společnosti Rambertové. Mezi významné inscenace se zařadilo provedení s Rudolfem Nurejevem ve Vídeňské státní opeře (1966) a s Michailem Baryšnikovem v newyorském American Ballet Theatre (1978). Publicitu také v roce 1976 získala jízda britského krasobruslaře Johna Curryho na hudbu z Dona Quijota, s níž se stal mistrem Evropy, mistrem světa i olympijským vítězem.
Česká premiéra se uskutečnila 19. prosince 1986 na scéně Smetanova divadla v Praze. Roli Dona Quijota hrál Bohumír Nekut, jako Kitri tančila Miroslava Pešíková a Basilem se stal Vlastimil Harapes.

## Historie

### První verze

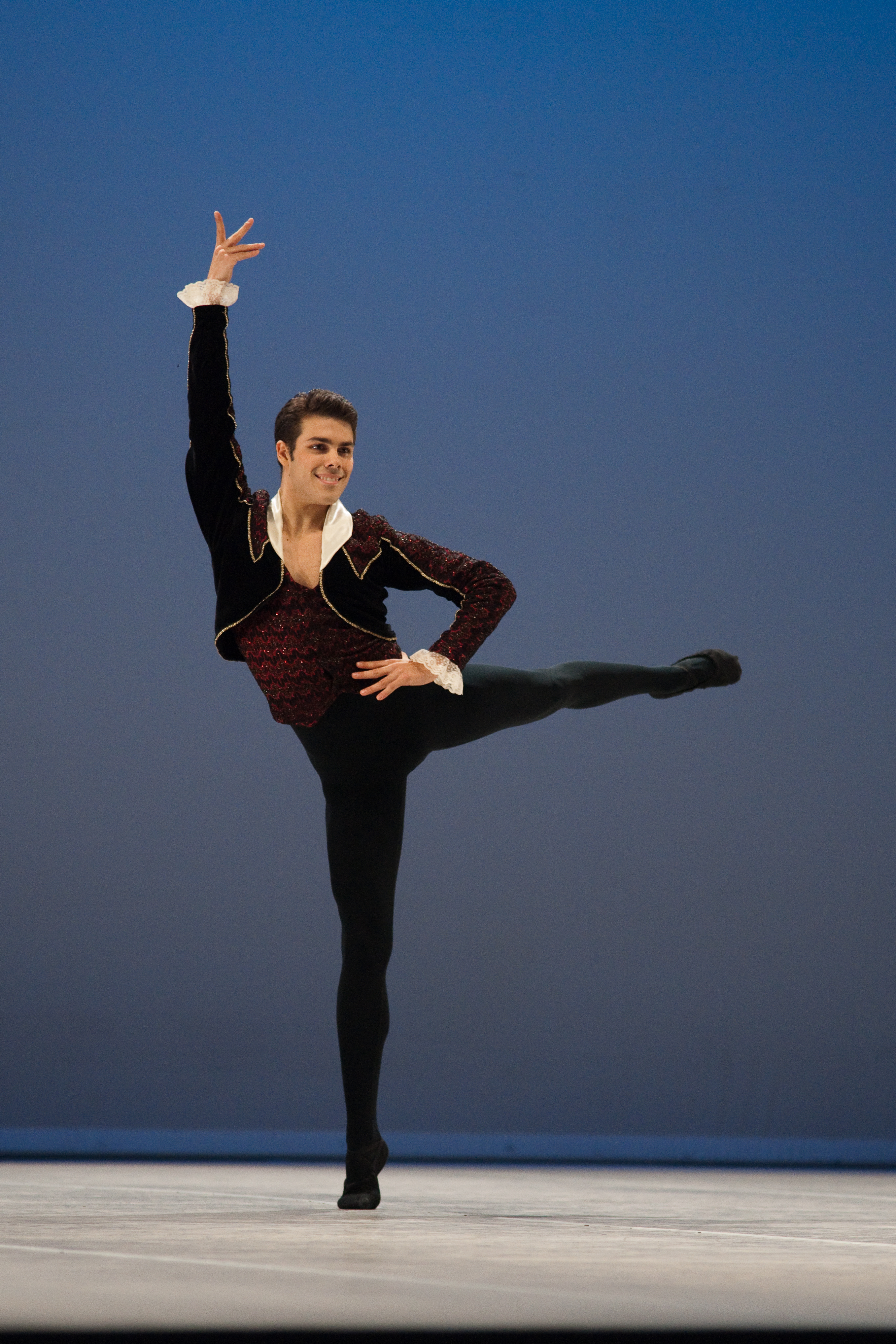
Aaron Smyth jako Basil, Prix de Lausanne 2010

Baletní adaptace byly od počátku většinově vystavěny na prvních dvou kapitolách knižního zpracování. Poprvé tak učinil v roce 1740 Franz Hilverding ve Vídni. Jean Georges Noverre pak roku 1768 přišel s novou verzí vídeňského Dona Quijota za hudebního doprovodu Josefa Starzera při zachování původní Hilverdingovy produkce.
Otec ruského baletu Charles Didelot představil v roce 1808 dvouaktové provedení Dona Quijota v petrohradském Velkém kamenném divadle pro soubor Carského baletu. O rok později byla pozměněná verze Jamesem Harveym D'Egvillem hrána ve westminsterském Královnině divadlu. Berlínský baletní mistr Paul Taglioni, a strýc Marie Taglioniové, uvedl vlastní zpracování Dona Quijota na scéně Berlínské státní opery v roce 1839 a jeho strýc Salvatore Taglioni, pak vyprodukoval představení na prknech turínského Královského divadla roku 1843.

### Původní produkce Maria Petipy
Nejvýznamnější adaptaci, která se stala základem pozdějších produkcí, vytvořili choreograf a hlavní baletní mistr petrohradských carských divadel Marius Petipa se skladatelem Ludwigem Minkusem. Se zvláštním pověřením zinscenoval Petipa představení pro Carské velké divadlo v Moskvě. Premiéra se uskutečnila 26. prosince 1869.
Petipa poté rozvedl jevištní podobu do bohatší a propracovanější produkce na scéně Velkého kamenného divadla v Petrohradu, kde ji členové Carského baletu představili 21. listopadu 1871. Novou produkci tvořilo pět dějství (s jedenácti částmi, prologem a epilogem).

### Nové zpracování Alexandra Gorského

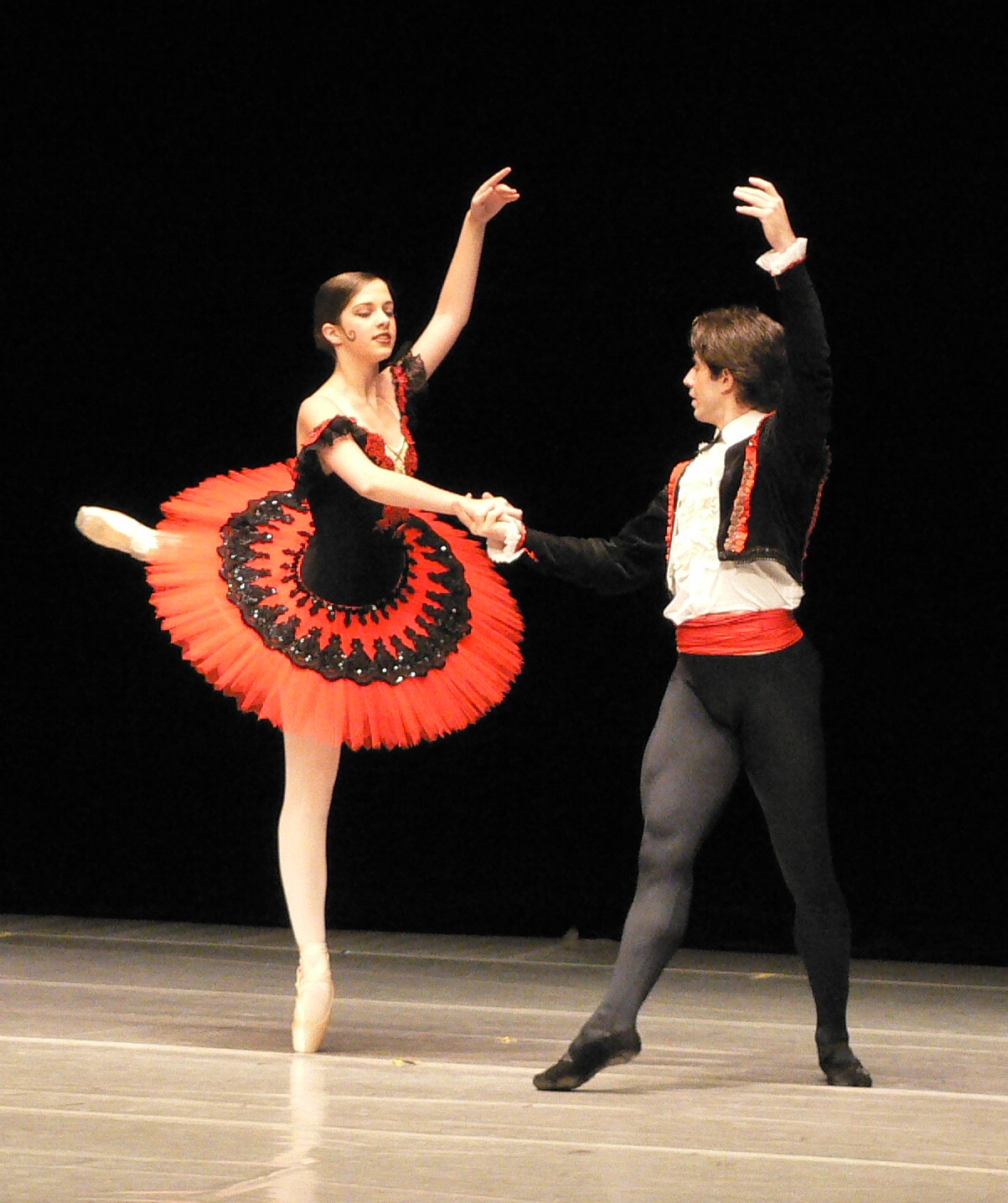
Kitri a Basil v grand pas de deux

Ruský choreograf Alexandr Gorskij připravil nové zpracování baletu pro moskevské Carské velké divadlo s uvedením 19. prosince 1900. S touto produkcí později také vystoupil Carský balet v Petrohradu, když se tamní premiéra odehrála 2. února 1902.
Gorského příspěvkem se v představení staly nové taneční scény. V nastudování z roku 1900 se jednalo o tanec na hudbu Antona Simona – variaci pro královnu dryád s dalším španělským tancem v posledním obraze. Do petrohradské verze z roku 1902 zakomponoval skladatel Riccardo Drigo dvě variace pro Matildu Kšesinskou, představitelku Kitri a Dulciney – Variaci Kitri s vějířem pro závěrečný baletní duet pas de deux a Variaci Kitri jako Dulciney do snového obrazu Dona Quijota.
Původně panovalo přesvědčení, že Gorskij vložil do představení tanec Grand Pas des toréadors pocházející z baletu roku 1881 od Petipy a Minkuse Zoraija, maurská dívka ve Španělsku, tanec, jenž zůstal zachován i v moderních produkcích Dona Quijota. Odpovídající hudba pro něj však byla objevena již v partituře z roku 1882. Proto je pravděpodobné, že španělský tanec zakomponoval do Dona Quijota samotný Petipa.
Gorského verze z roku 1902 se v Petrohradu dočkala negativního přijetí a pohoršila Petipu i příznivce baletu, kteří tvrdili, že nová produkce vytvořená jedním z Petipových žáků poškodila originální mistrovský kus.
Balet se hrál na ruských jevištích i po Říjnové revoluci v roce 1917, kdy byla řada jiných představení v sovětské éře zakázána. Dílo se stalo trvalou součástí repertoáru Velkého divadla v Moskvě a Kirovova divadla v Leningradu.

## Původní obsazení a role
| Role               | Moskva 1869          | Petrohrad 1871      | Petrohrad 1902     | Praha 1986         |
| ------------------ | -------------------- | ------------------- | ------------------ | ------------------ |
| Don Quijote        | Wilhelm Vanner       | Timofej Stukolkin   | Alexej Bulgakov    | Bohumír Nekut      |
| Sancho Panza       | Vasilij Gelcer       |                     | Enrico Cecchetti   | Jiří Kadlus        |
| Kitri              | Anna Soběščanská     | Alexandra Verginová | Matilda Kšesinská  | Miroslava Pešíková |
| Basilio            | Sergej Sokolov       | Lev Ivanov          | Nikolaj Legat      | Vlastimil Harapes  |
| Gamache            | Dmitrij Kuzněcov     | Nikolaj Goltz       | Pavel Gerdt        | Pavel Ždichynec    |
| Pouliční tanečnice |                      |                     | Olga Preobraženská | Michaela Černá     |
| Juanita            |                      |                     | Anna Pavlovová     |                    |
| Dulcinea           | Pelageja Karpakovová | Alexandra Verginová | Matilda Kšesinská  |                    |
| Amor               |                      |                     | Tamara Karsavinová | Anetta Voleská     |

### Role moskevské verze 1869
- bakalář umění Sanson Carrasco
- Antonina
- Don Quijote
- Sancho Panza
- Lorenzo, hostinský
- Kitri, dcera hostinského
- Basilio, chudý lazebník, milenec Kitri
- vůdce cikánů
- Graziosa, dcera vůdce cikánů
- Dulcinea
- Gamache, bohatý šlechtic, snoubenec Kitri
- vesničané, toreadoři, cikáni, skřítci, trpaslíci, dryády

## Příběh
Milostný příběh je založen na zakázaném vztahu krásné dcery hostinského Kitri s chudým lazebníkem Basilem. Otec Lorenzo dceři vyhlédl bohatého ženicha v podobě šlechtice Gamacha. Ta ovšem jeho lásku neopětuje a z Barcelony utíká s Basilem k cikánům přebývajícím u větrného mlýna, kam za dvojicí míří i Don Quijote. Stařík, který citově zahořel ke Kitri, se domnívá, že je rytíř a v mlýnu spatřuje nebezpečí, s nímž je nutné se utkat. Ve snových představách se mu zjevují víly dryády a mezi nimi Kitri. Vyrušen je Lorenzem a Gamachem pátrajícími po dívce. Don Quijote hodlá pronásledovatele svést na špatnou cestu. Jeho plány však hatí prosťáček Sancho Panza, který mužům sděluje správný směr útěku mileneckého páru.
Otec s nápadníkem dostihnou dvojici v krčmě, v níž jsou ohlášeny zásnuby Kitri s Gamachem. Lorenzo však neprokoukne lest a poté, co Basil zaranžuje sebevraždu, jej Don Quijote přesvědčí, aby splnil poslední přání naoko zemřelého mladíka. Otec tedy bez rizika požehná mladé dvojici, aby vzápětí zjistil, že lazebník „vstal z mrtvých“. Požehnání platí a tak je na barcelonském náměstí vypraven svatební obřad Kitri s Basilem. Pozván byl i Don Quijote, jenž z hostiny míří vstříc novým vzrušujícím příběhům.

## Galerie představitelek Kitri

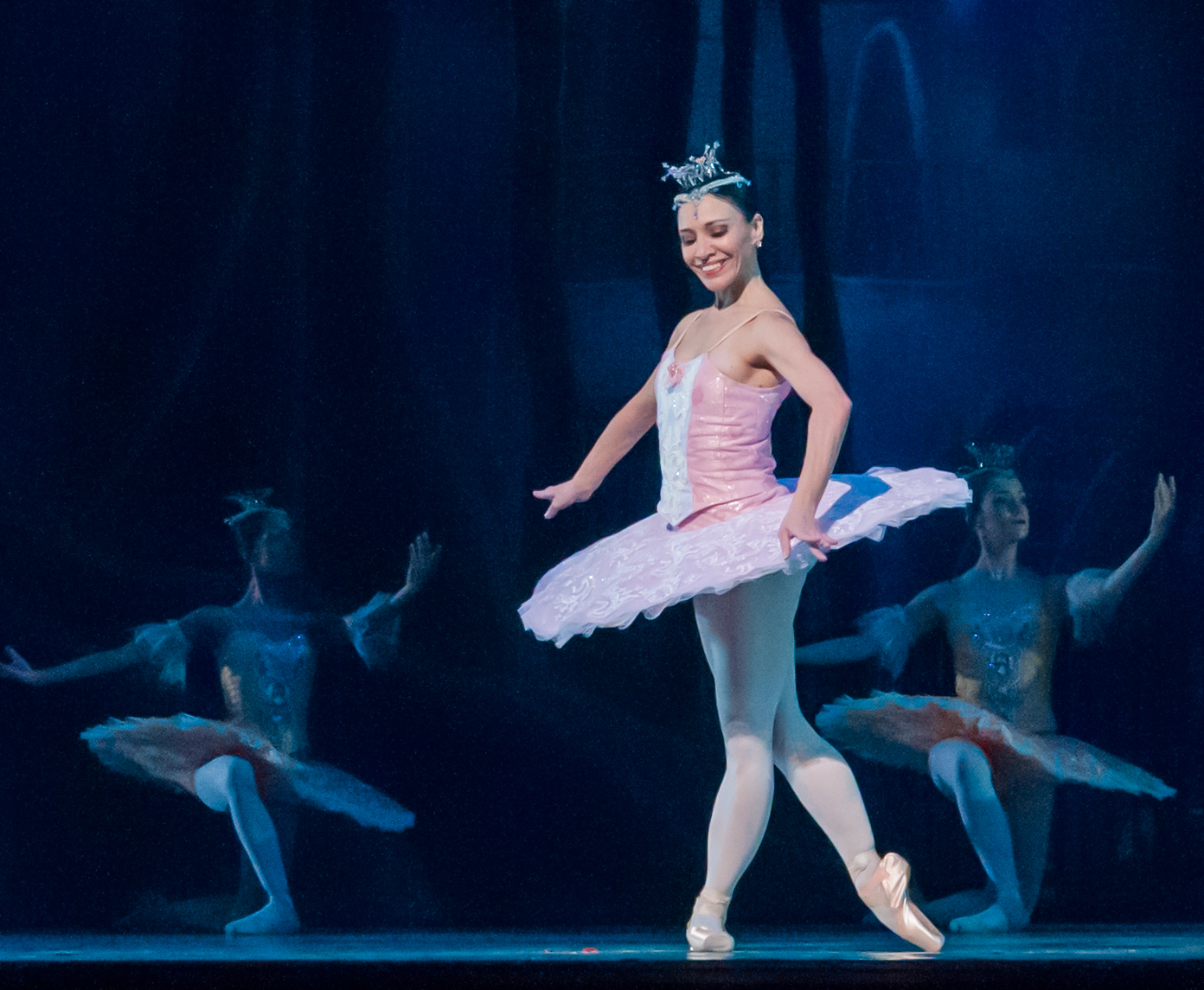
Susan Bellová
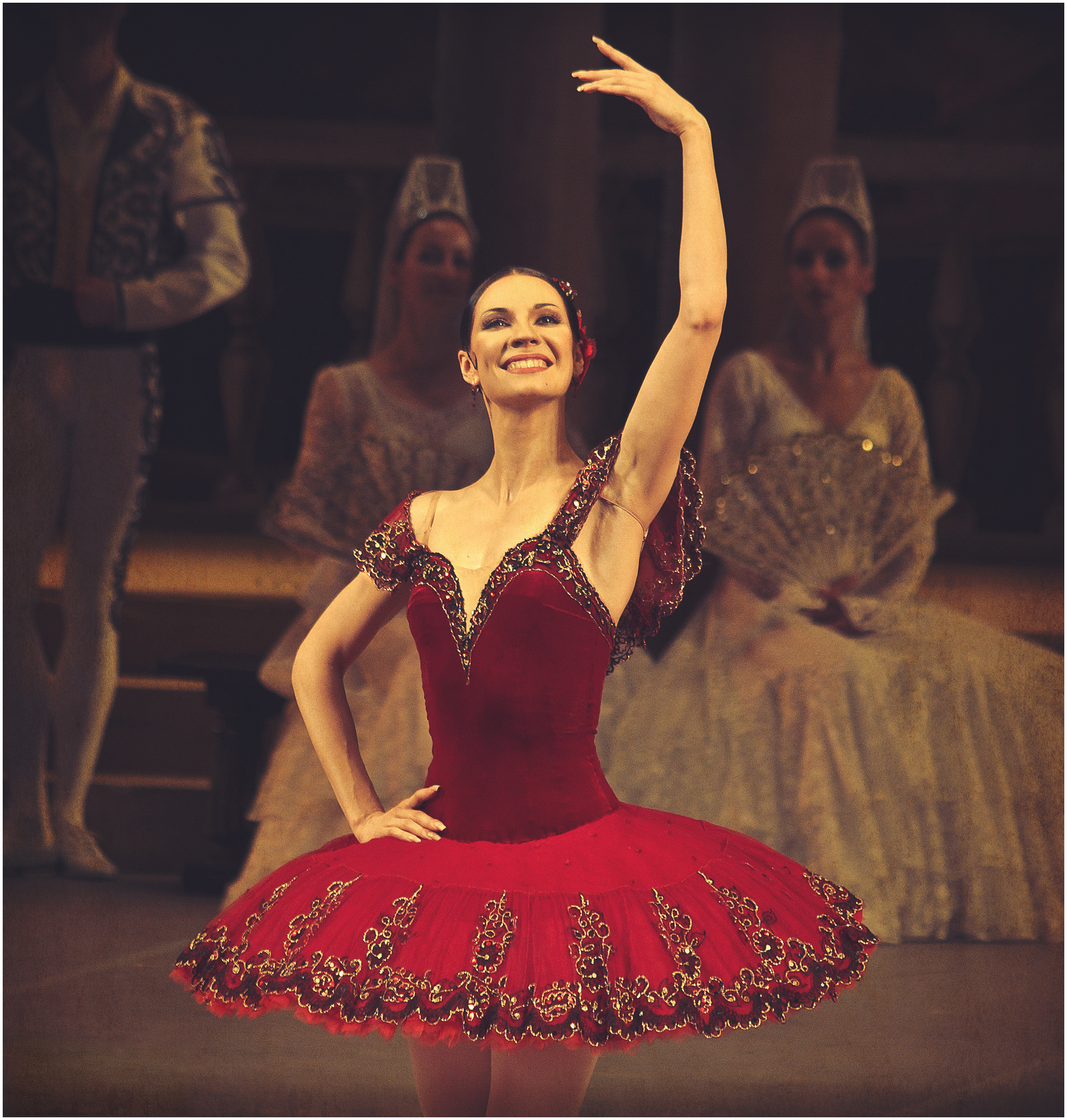
Marija Alexandrovová